# Слободка (Міжріченський район)
Слобо́дка (рос. Слободка) — присілок у складі Міжріченського району Вологодської області, Росія. Входить до складу Туровецького сільського поселення.

## Населення
Населення — 4 особи (2010; 11 у 2002).
Національний склад (станом на 2002 рік):
- росіяни — 100 %